# Myanmar i olympiska sommarspelen 2000
Myanmar deltog i de olympiska sommarspelen 2000 med en trupp bestående av sju deltagare, en man och sex kvinnor, men ingen av landets deltagare erövrade någon medalj.

## Bågskytte
| Damernas individuella |                            |                       |         |
|                       | Thi Thi Win (→ 62:a plats) |                       |         |
| 1/32 eliminations     | Förlorade mot              | Nam-Soon Kim Sydkorea | 167-134 |

## Friidrott
Herrarnas 5 000 meter
- Maung Maung Nge
  1. Omgång 1 - 15:12.93 (→ gick inte vidare, 36:e plats)

Herrarnas 400 meter häck
- T. Cherry
  1. Omgång 1 - 1:00.81 (gick inte vidare)